# A1 (Band)
A1 ist eine britische Boygroup, die aus den Mitgliedern Mark Read, Paul Marazzi, Christian Ingebrigtsen und Ben Adams besteht.

## Bandgeschichte
Gleich mit ihrer ersten Single Be the First to Believe erreichten A1 1999 die britischen Top Ten. Ein Jahr später stand ihre Coverversion des A-ha-Klassikers Take On Me an der Spitze der britischen Charts. Und auch der Nachfolgehit Same Old Brand New You erreichte Platz 1.
Bei der Verleihung der Brit Awards wurden A1 2001 zu den besten Newcomern gewählt, bevor die Band sich ein Jahr später trennte, nachdem Paul Marazzi am 8. Oktober 2002 die Band aus persönlichen Gründen verlassen hatte.
Im Jahr 2004 wurde ein Best-of-Album veröffentlicht, das Konzertaufnahmen, alle veröffentlichten Singles und zwei bisher unveröffentlichte Songs beinhaltete.
Ben Adams brachte die Solo-Single Sorry heraus, die es bis auf Platz 18 der UK-Charts schaffte.
Ingebrigtsen ging zurück nach Norwegen, Read arbeitet als Songschreiber für verschiedene Künstler.
2009 erlebte die Band ein Comeback in Norwegen. 2010 nehmen sie an der norwegischen Vorentscheidung zum Eurovision Song Contest 2010 teil. Im dritten Semifinale schafften sie mit dem Song Don't Wanna Lose You Again den Einzug ins Finale, bei dem sie unterlagen.

## Diskografie

### Studioalben
| Jahr | Titel                | Höchstplatzierung, Gesamtwochen, AuszeichnungChartplatzierungen (Jahr, Titel, Platzierungen, Wochen, Auszeichnungen, Anmerkungen) | Höchstplatzierung, Gesamtwochen, AuszeichnungChartplatzierungen (Jahr, Titel, Platzierungen, Wochen, Auszeichnungen, Anmerkungen) | Anmerkungen                            |
| Jahr | Titel                | UK | NO | Anmerkungen                            |
| ---- | -------------------- | --- | --- | -------------------------------------- |
| 1999 | Here We Come         | UK20 Gold · (12 Wo.)UK | NO4 (11 Wo.)NO | Erstveröffentlichung: 2. Dezember 1999 |
| 2000 | The A List           | UK14 Gold · (14 Wo.)UK | NO4 Platin · (16 Wo.)NO | Erstveröffentlichung: 30. Oktober 2000 |
| 2002 | Make It Good         | UK15 (3 Wo.)UK | NO4 Gold · (5 Wo.)NO | Erstveröffentlichung: 8. April 2002    |
| 2010 | Waiting for Daylight | — | NO5 (7 Wo.)NO | Erstveröffentlichung: 11. Oktober 2010 |
| 2012 | Rediscovered         | — | NO17 (2 Wo.)NO | Erstveröffentlichung: 2. November 2012 |

### Kompilationen
- 2002: A1
- 2004: The Best Of
- 2009: Greatest Hits

### Singles
| Jahr | Titel Album                                     | Höchstplatzierung, Gesamtwochen, AuszeichnungChartplatzierungen (Jahr, Titel, Album, Platzierungen, Wochen, Auszeichnungen, Anmerkungen) | Höchstplatzierung, Gesamtwochen, AuszeichnungChartplatzierungen (Jahr, Titel, Album, Platzierungen, Wochen, Auszeichnungen, Anmerkungen) | Höchstplatzierung, Gesamtwochen, AuszeichnungChartplatzierungen (Jahr, Titel, Album, Platzierungen, Wochen, Auszeichnungen, Anmerkungen) | Höchstplatzierung, Gesamtwochen, AuszeichnungChartplatzierungen (Jahr, Titel, Album, Platzierungen, Wochen, Auszeichnungen, Anmerkungen) | Höchstplatzierung, Gesamtwochen, AuszeichnungChartplatzierungen (Jahr, Titel, Album, Platzierungen, Wochen, Auszeichnungen, Anmerkungen) | Anmerkungen                                           |
| Jahr | Titel Album                                     | DE | AT | CH | UK | NO | Anmerkungen                                           |
| ---- | ----------------------------------------------- | --- | --- | --- | --- | --- | ----------------------------------------------------- |
| 1999 | Be the First to Believe Here We Come            | DE95 (1 Wo.)DE | — | — | UK6 (12 Wo.)UK | — | Erstveröffentlichung: 28. Juli 1999                   |
| 1999 | Summertime of our Lives Here We Come            | — | — | — | UK5 (10 Wo.)UK | — | Erstveröffentlichung: 30. August 1999                 |
| 1999 | Everytime / Ready or Not Here We Come           | DE91 (3 Wo.)DE | — | — | UK3 (13 Wo.)UK | NO3 Gold · (16 Wo.)NO | Erstveröffentlichung: 8. November 1999                |
| 2000 | Like a Rose Here We Come                        | — | — | — | UK6 (13 Wo.)UK | NO11 (1 Wo.)NO | Erstveröffentlichung: 21. Februar 2000                |
| 2000 | Take On Me The A List                           | DE61 (9 Wo.)DE | — | — | UK1 Silber · (18 Wo.)UK | NO1 Gold · (15 Wo.)NO | Erstveröffentlichung: 14. August 2000                 |
| 2000 | Same Old Brand New You The A List               | — | — | — | UK1 Silber · (16 Wo.)UK | NO1 Gold · (14 Wo.)NO | Erstveröffentlichung: 6. November 2000                |
| 2001 | No More The A List                              | — | — | — | UK6 (19 Wo.)UK | — | Erstveröffentlichung: 19. Februar 2001                |
| 2002 | Caught in the Middle Make It Good               | DE68 (9 Wo.)DE | AT45 (8 Wo.)AT | CH50 (9 Wo.)CH | UK2 Silber · (18 Wo.)UK | NO3 Platin · (14 Wo.)NO | Erstveröffentlichung: 21. Januar 2002                 |
| 2002 | Make It Good                                    | — | — | — | UK11 (9 Wo.)UK | NO6 (3 Wo.)NO | Erstveröffentlichung: 13. Mai 2002                    |
| 2002 | Nos Differences Make It Good / Nos Différences  | — | — | CH32 (8 Wo.)CH | — | — | Erstveröffentlichung: 21. Oktober 2002 mit Ève Angeli |
| 2009 | Take You Home Waiting for Daylight              | — | — | — | — | NO9 (5 Wo.)NO | Erstveröffentlichung: 2. November 2009                |
| 2010 | Don’t Wanna Lose You Again Waiting for Daylight | — | — | — | — | NO4 (6 Wo.)NO | Erstveröffentlichung: 22. Januar 2010                 |
| 2010 | In Love and I Hate It Waiting for Daylight      | — | — | — | — | NO13 (3 Wo.)NO | Erstveröffentlichung: 4. August 2010                  |

### Videoalben
- 2000: In the Picture (UK: Gold)

## Auszeichnungen für Musikverkäufe
| Goldene Schallplatte - Australien - 2002: für die Single Caught in the Middle |

Anmerkung: Auszeichnungen in Ländern aus den Charttabellen bzw. Chartboxen sind in ebendiesen zu finden.
| Land/RegionAuszeichnungen für Musikverkäufe (Land/Region, Auszeichnungen, Verkäufe, Quellen) | Silber     | Gold     | Platin     | Verkäufe | Quellen     |
| -------------------------------------------------------------------------------------------- | ---------- | -------- | ---------- | -------- | ----------- |
| Australien (ARIA)                                                                            | —          | Gold1    | —          | 35.000   | aria.com.au |
| Norwegen (IFPI)                                                                              | —          | 4× Gold4 | 2× Platin2 | 125.000  | ifpi.no     |
| Vereinigtes Königreich (BPI)                                                                 | 3× Silber3 | 3× Gold3 | —          | 825.000  | bpi.co.uk   |
| Insgesamt                                                                                    | 3× Silber3 | 8× Gold8 | 2× Platin2 |          |             |